# Паутов, Виктор Николаевич (депутат)
Ви́ктор Никола́евич Па́утов (р. 1953) — российский политический деятель. Депутат Государственной Думы III (1999—2003), IV (2003—2007), V (2007—2011) и VI (2011—2016) созывов, член фракции КПРФ.

## Биография
Родился 5 июля 1953 года в городе Муроме Владимирской области. Работал в локомотивном депо электрослесарем, инженером. В 1980 году окончил Всесоюзный заочный институт инженеров железнодорожного транспорта.
В 1984—1985 годах — первый секретарь Владимирского обкома ВЛКСМ; затем был первым секретарём райкома, секретарём обкома КПСС.
В 1990-х годах — генеральный директор компании «Владимиравтогазсервис». На момент избрания в Государственную думу работал заместителем директора фирмы «Газконтракт» (Владимир) — руководителем представительства по центральному региону.
В 1999 году избран депутатом Государственной думы III созыва по Ковровскому одномандатному избирательному округу № 67 Владимирской области. Был заместителем председателя комитета по безопасности, заместителем председателя постоянной комиссии Госдумы по борьбе с коррупцией, председателем рабочей группы по взаимодействию с Генеральной прокуратурой России. За период работы в Думе принял участие в разработке 49 законопроектов, из которых 10 было принято законами.
В 2003 году был избран депутатом Государственной думы IV созыва от КПРФ. Победил в Ковровском одномандатном округе, набрав 35,34 % голосов.
В 2007 году был избран депутатом Государственной думы V созыва по избирательному списку КПРФ во Владимирской области. Член комитета по бюджету и налогам. В 2008 году принял участие в разработке нескольких законопроектов, в том числе закона о праве на получение двух пенсий тружениками тыла и гражданами, работавшими на объектах прифронтовой полосы, и закона о базовых пенсиях лицам, проживающим в районах с тяжёлыми климатическими условиями.
В ноябре 2008 года вошёл в состав Центрального комитета КПРФ.

## Награды
- Орден Почёта (18 марта 2011 года) — за активное участие в законотворческой деятельности и многолетнюю добросовестную работу[5]